# Golvellius: Valley of Doom
Golvellius: Valley of Doom (魔王ゴルベリアス?, Maou Golvellius) è un videogioco di ruolo del 1987 sviluppato da Compile per MSX. Il gioco è stato convertito e pubblicato da SEGA per Sega Master System. Del titolo è stata realizzata una versione per iOS.

## Modalità di gioco
Il titolo è spesso considerato la risposta della SEGA alla serie Nintendo The Legend of Zelda, in particolare il gameplay ricorda Zelda II: The Adventure of Link per Nintendo Entertainment System.